# Yuchanyan
Yuchanyan (玉蟾岩遗址, Yuchanyan yizhi) es una cueva china del condado de Daoxian (Hunan) que contiene un yacimiento arqueológico de gran importancia para la prehistoria de China y mundial, por contener pruebas de la existencia de cerámica pre-neolítica.
La gruta se encuentra a unos 150 km al noreste de Guilin, en la parte baja de una colina de arenisca, a cinco metros por debajo del actual nivel del suelo. Tiene una entrada espaciosa, de cinco metros de alto por quince de ancho.
El hallazgo principal consiste en piezas de cerámica que por su datación (entre 17,500 y 18,300 años de antigüedad) están consideradas como las más antiguas del mundo.
Entre los artefactos arqueológicos encontrados hay restos de al menos dos vasos de cerámica, herramientas de hueso y concha; además de una gran cantidad de cenizas y huesos de animales. Se interpretan como los restos de un campamento de cazadores-recolectores del Paleolítico superior, no sedentarios, pero con una buena organización logística, que ocupaban el lugar durante periodos relativamente largos.
Su descubrimiento se produjo en 1993, y en 1995 se encontraron en la gruta trazas de arroz y fragmentos de cerámica, que no fueron datados hasta 2009. La reconstrucción de los fragmentos cerámicos permitió establecer que tenían una forma de olla de fondo curvado. Tras este y otros descubrimientos (cuevas de Zengpiyan y Miaoyan, también cercanos a Guilin) se produjo un cierto debate sobre cuál era el origen de la primera cerámica utilitaria del mundo, si China o Japón (periodo proto-Jōmon). A pesar de la asociación de ollas y arroz en el mismo contexto arqueológico, no hay evidencia suficiente como para establecer la relación entre una y otra como una prueba de cocción del arroz. Tampoco se ha establecido la posibilidad, como sí se ha hecho en Zengpiyan, donde se han hallado gasterópodos, de que la cerámica se hubiera usado para cocerlos.
El tradicionalmente considerado primer Neolítico, en el Creciente Fértil (Próximo Oriente), vino precedido de una larga etapa de Neolítico pre-cerámico; mientras que el Neolítico en China no aparece hasta el yacimiento de Nanzhuangtou, en la China del norte (Yuchanyan está en la China del sur), con cerámica de unos 10200 años de antigüedad y evidencias de cultivo del mijo. En cuanto a la terracota o "cerámica paleolítica" de Dolní Věstonice (24000 a. C.) y yacimientos cercanos (Pavlov y otros -Vela Spila, en Croacia-), se da en la forma de estatuillas femeninas o de animales, no de utensilios funcionales para almacenamiento o cocina.